# 同意手続
同意手続（どういてつづき）は、欧州連合(EU)の3つの柱のうち第1の柱である欧州共同体(EC)分野の政策に関する立法手続のひとつ。
同意手続は単一欧州議定書により導入された。同意手続においては、欧州連合理事会がなそうとする決定に先立って、欧州議会の同意を要する。同意を得るためには投票総数の絶対多数が必要である。
同意手続は諮問手続と似ているが、欧州議会は提出された案件に同意するか拒否するかのいずれかの表明をするのみで、修正を加えることができない点で異なる。
同意手続で対応される案件には以下の分野がある。
- 欧州中央銀行(ECB)の特定分野の業務
- 欧州中央銀行制度（ESCB ECBと加盟国の中央銀行による制度）およびECBの規則修正
- 構造基金および結束基金
- 欧州議会の選挙制度
- 特定分野の国際協定
- 新規加盟国
- 欧州委員会の委員長ならびに委員

アムステルダム条約の採択を受けて、加盟国による深刻かつ持続的な基本権侵害に対する制裁について、マーストリヒト条約第7条以下で欧州議会の同意を求めている。
2000年の政府間協議(IGC)において、欧州委員会は同意手続の対象について、世界経済・通商に関連する協定の締結にも適用するべきだとした。